# Оксфорди
Оксфорди або оксфордські черевики (англ. Oxford shoes) — це різновид класичного шкіряного взуття із закритим шнуруванням, де союзка нашита зверху берців. Названі на честь міста Оксфорд, столиці графства Оксфордшир.

## Історія
Спочатку оксфорди були виключно чоловічими туфлями. Попередником оксфордів були «балморали», що увійшли в моду в Британії у XVIII столітті і названі на честь королівського замку Балморал в Шотландії. У 1800-их роках серед студентів міста Оксфорд були дуже популярними класичні англійські напівчоботи, які і стали прообазом сучасних оксфордів.
Жіночі туфлі-оксфорди з'явилися набагато пізніше чоловічих — у 1920-х роках. На вигляд вони відрізнялися лише витонченішою формою. Жіночі оксфорди носили назву «оксфордетти» і їх використовували як спортивне взуття. Пізніше з'явились жіночі оксфорди на підборах.

## Конструкція
Оксфорди передбачають закрите шнурування, де союзка нашита зверху берців. Дві сторони, так звані берци, стягнуті шнурком, пришиваються під передньою частиною туфлі (союзка) і змикаються над язичком, пришитим знизу під шнуруванням. Бічні частини (берци) пришиті до передньої частини взуття у вигляді літери «V». Цей вид взуття може бути як з перфорацією, так і без неї. 

## Галерея

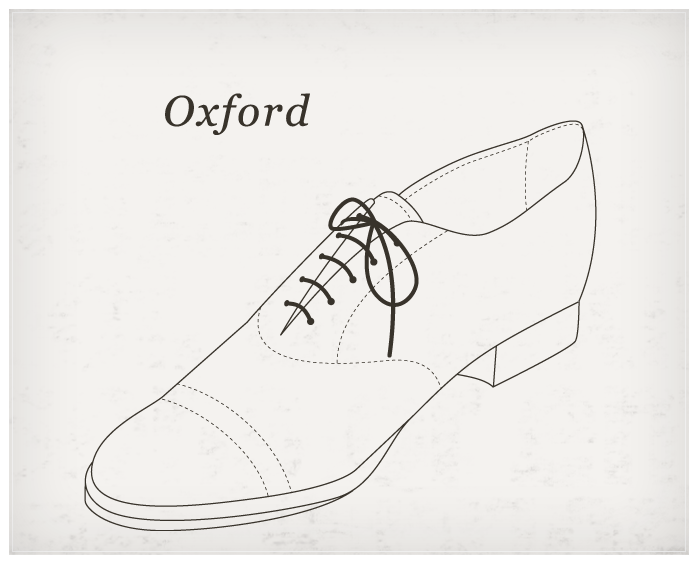
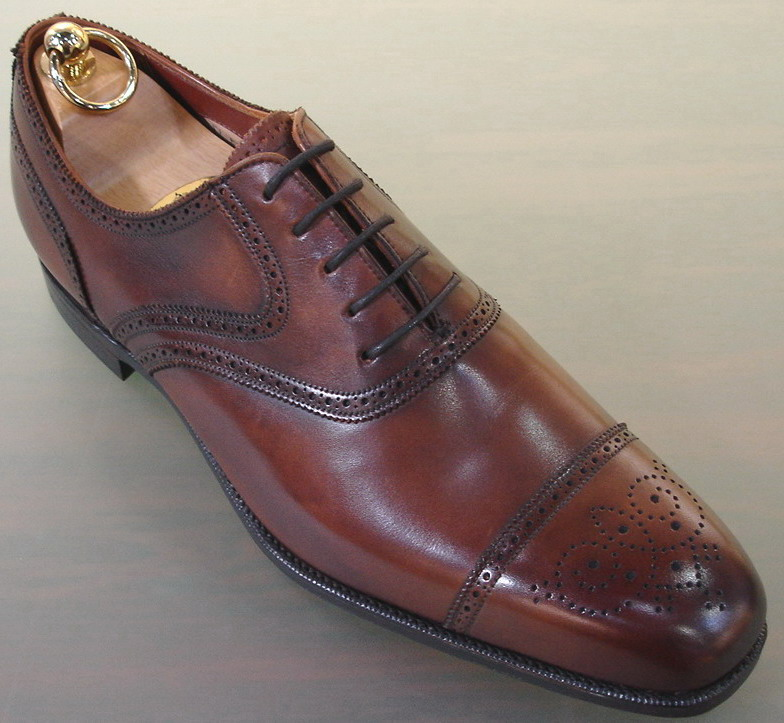
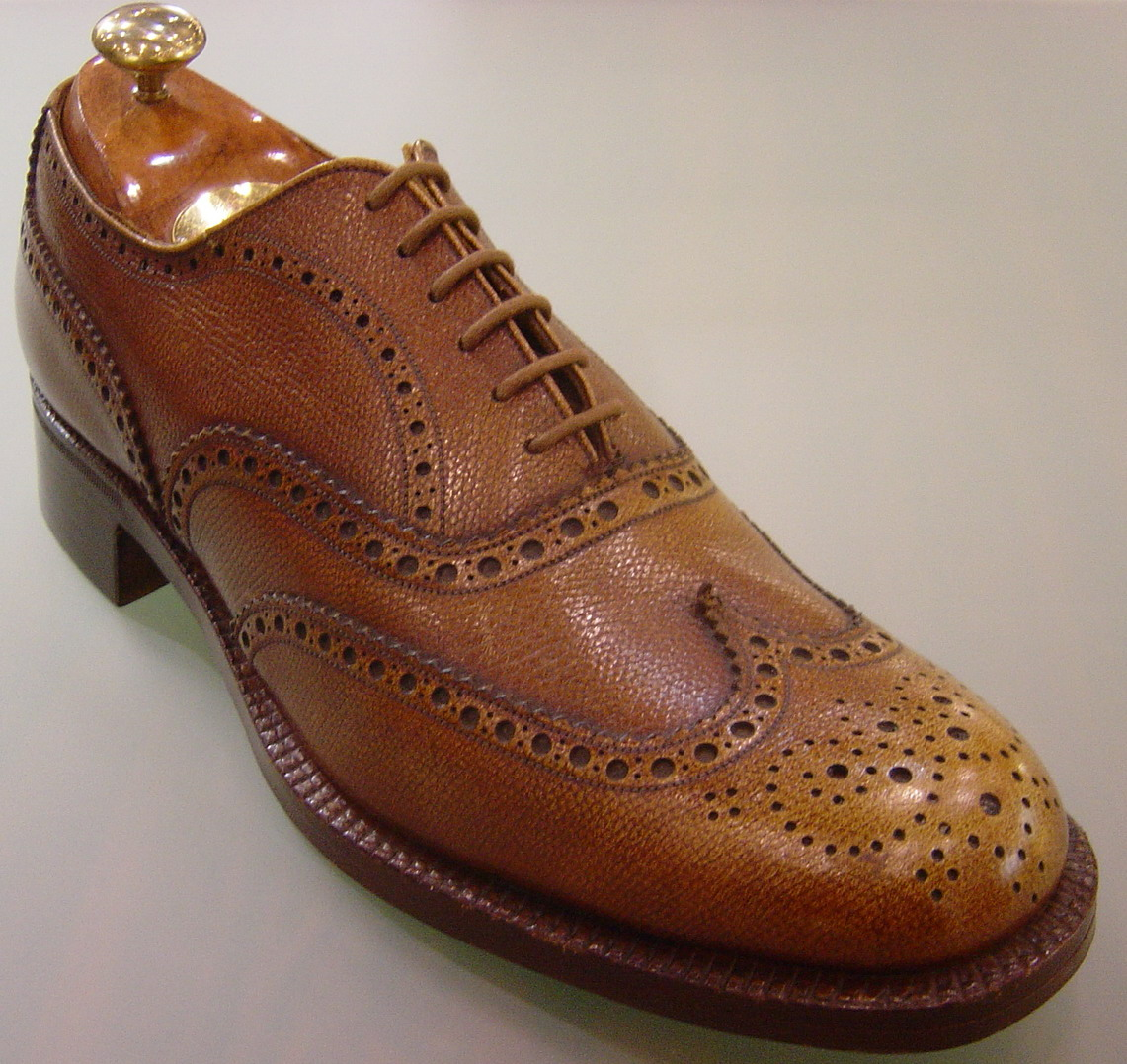
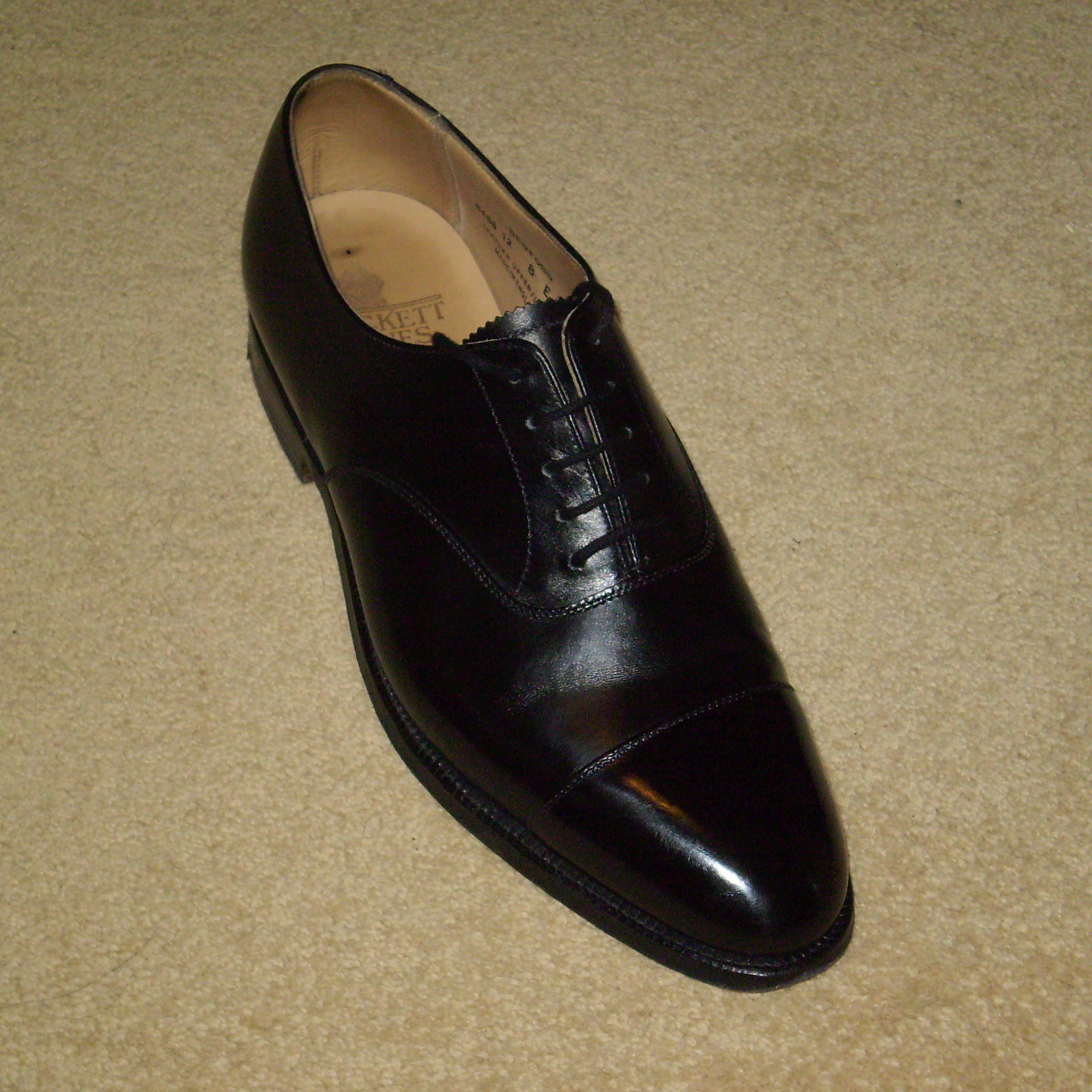
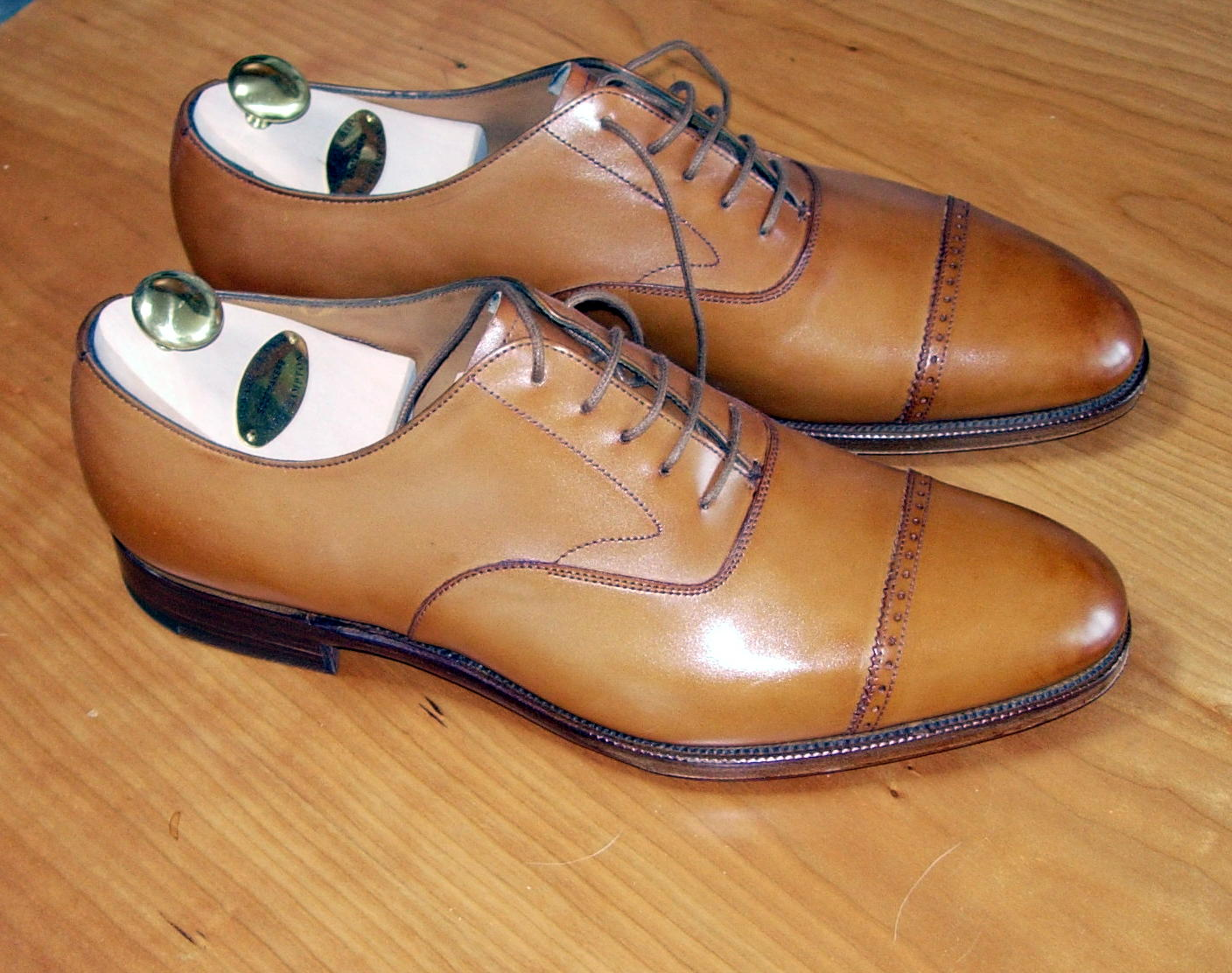
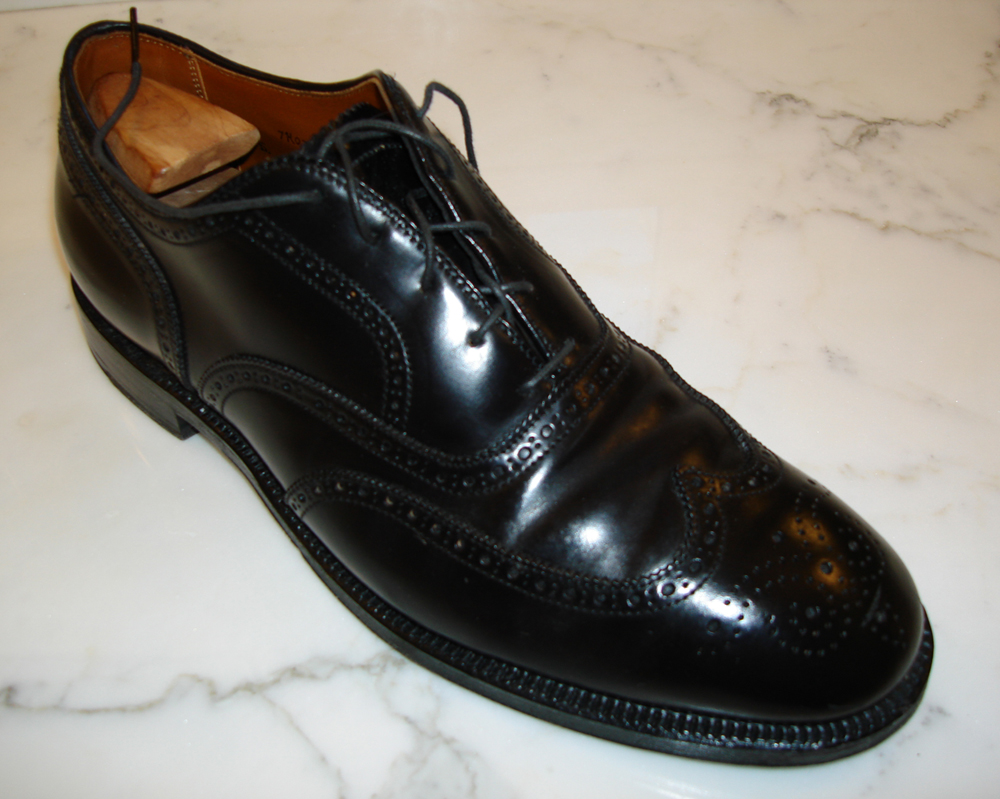